# یوپ آرنتس
یوپ آرنتس (انگلیسی: Jupp Arents; ۱۶ مارس ۱۹۱۲ – ۲۴ دسامبر ۱۹۸۴) دوچرخه‌سوار اهل آلمان بود.